# Hemipeplus marginipennis
Hemipeplus marginipennis là một loài bọ cánh cứng trong họ Mycteridae. Loài này được LeConte miêu tả khoa học năm 1856.